# Puig-reig
Puig-reig è un comune spagnolo di 4 188 abitanti situato nella comunità autonoma della Catalogna.